# Argyrodes chionus
Argyrodes chionus är en spindelart som beskrevs av Roberts 1983. Argyrodes chionus ingår i släktet Argyrodes och familjen klotspindlar.
Artens utbredningsområde är Aldabra. Inga underarter finns listade i Catalogue of Life.